# Henri Françillon
Henri Françillon (* 26. Mai 1946) ist ein ehemaliger haitianischer Fußballspieler. Als Torwart nahm er mit der Nationalmannschaft seines Heimatlandes an der Weltmeisterschaft 1974 in Deutschland teil. Daraufhin wurde er vom TSV 1860 München verpflichtet.

## Karriere
Françillon qualifizierte sich mit seinem Land für die Weltmeisterschaft 1974 in Deutschland. Es war das bisher einzige Mal, dass sich eine haitianische Fußballnationalmannschaft für ein WM-Turnier qualifizierte. Im ersten Spiel der Vorrunde wäre der Mannschaft fast eine Sensation gegen Vize-Weltmeister Italien gelungen, als sie durch den in Haiti legendären Emmanuel Sanon mit 1:0 in Führung gegangen waren. Nach einer 0:7-Schlappe gegen Polen und einem 1:4 gegen Argentinien war die Mannschaft zwar ausgeschieden, hatte sich aber Sympathien erworben, besonders in München, der Stadt, in der sie alle ihre Spiele austrug und ihr Mannschaftsquartier hatte.
Torhüter Françillon war auch den Verantwortlichen des TSV 1860 München aufgefallen und so engagierten sie ihn für die Saison 1974/75 für die 2. Fußball-Bundesliga Süd. Françillon entwickelte sich aber dort nicht zum Stammtorhüter und brachte es nur auf fünf Ligaspiele. Bernd Hartmann, der ebenso wie der Haitianer zu Beginn der Saison verpflichtet worden war, erwies sich letztendlich als überlegen.

## Nach dem Karriereende
Nach seinem Karriereende war der nach seiner Münchener Zeit nach Haiti zurückgekehrte Françillon als Senator tätig und saß fünf Jahre lang im Parlament. 1986 führte ihn sein Weg dann infolge der in seinem Heimatland ausgebrochenen Unruhen in die USA. Dort beantragte er 1986 gemeinsam mit seiner Frau und seinen vier Kindern in Florida Asyl. Hier war er sodann als Lieferfahrer tätig.
Nach einem durch die Zerstörung seines Hauses im Zuge des Hurrikan Andrew ausgelösten Umzugs nach Massachusetts war er im Bostoner Kongresszentrum als Putzmann beschäftigt. Auch trainierte er hier sowohl Jugendmannschaften als auch das Team des Bostons Emerson College. Anfang 2010 kursierten Falschmeldungen über den angeblichen Tod Françillons im Jahre 1999, der jedoch heute als Rentner in Norwood im Südosten Bostons gemeinsam mit seiner Frau lebt.